# La Lande-Chasles
Pour les articles homonymes, voir Chasles.
La Lande-Chasles est une commune française située dans le département de Maine-et-Loire, en région Pays de la Loire.
C'est, depuis 2017, la commune la moins peuplée du département. Elle compte 119 habitants au 1er janvier 2025.

## Géographie

### Localisation
Commune angevine du Baugeois, La Lande-Chasles au sud du Guédeniau, sur les routes D 62, Mouliherne, et D 186, Le Guédeniau - Longué Jumelles. Au milieu des bois, La Lande-Chasles est un petit village rural niché dans la forêt baugeoise, au nord-est du département.

### Topographie, relief et géologie
Son territoire se trouve sur l'unité paysagère du Plateau du Baugeois.

### Climat
Pour des articles plus généraux, voir Climat des Pays de la Loire et Climat de Maine-et-Loire.
En 2010, le climat de la commune est de type climat océanique altéré, selon une étude du CNRS s'appuyant sur une série de données couvrant la période 1971-2000. En 2020, Météo-France publie une typologie des climats de la France métropolitaine dans laquelle la commune est exposée à un climat océanique et est dans la région climatique Moyenne vallée de la Loire, caractérisée par une bonne insolation (1 850 h/an) et un été peu pluvieux.
Pour la période 1971-2000, la température annuelle moyenne est de 11,4 °C, avec une amplitude thermique annuelle de 14,3 °C. Le cumul annuel moyen de précipitations est de 645 mm, avec 11,2 jours de précipitations en janvier et 6,2 jours en juillet. Pour la période 1991-2020, la température moyenne annuelle observée sur la station météorologique de Météo-France la plus proche, « Fontaine-Guerin », sur la commune des Bois d'Anjou à 10 km à vol d'oiseau, est de 12,7 °C et le cumul annuel moyen de précipitations est de 666,2 mm,. Pour l'avenir, les paramètres climatiques de la commune estimés pour 2050 selon différents scénarios d'émission de gaz à effet de serre sont consultables sur un site dédié publié par Météo-France en novembre 2022.

## Urbanisme

### Typologie
Au 1er janvier 2024, La Lande-Chasles est catégorisée commune rurale à habitat très dispersé, selon la nouvelle grille communale de densité à sept niveaux définie par l'Insee en 2022.
Elle est située hors unité urbaine. Par ailleurs la commune fait partie de l'aire d'attraction de Longué-Jumelles, dont elle est une commune de la couronne,. Cette aire, qui regroupe 2 communes, est catégorisée dans les aires de moins de 50 000 habitants,.

### Occupation des sols
L'occupation des sols de la commune, telle qu'elle ressort de la base de données européenne d’occupation biophysique des sols Corine Land Cover (CLC), est marquée par l'importance des territoires agricoles (50,6 % en 2018), en diminution par rapport à 1990 (52,2 %). La répartition détaillée en 2018 est la suivante : 
forêts (42,6 %), zones agricoles hétérogènes (34,3 %), prairies (15,2 %), milieux à végétation arbustive et/ou herbacée (6,8 %), terres arables (1,1 %). L'évolution de l’occupation des sols de la commune et de ses infrastructures peut être observée sur les différentes représentations cartographiques du territoire : la carte de Cassini (XVIIIe siècle), la carte d'état-major (1820-1866) et les cartes ou photos aériennes de l'IGN pour la période actuelle (1950 à aujourd'hui).

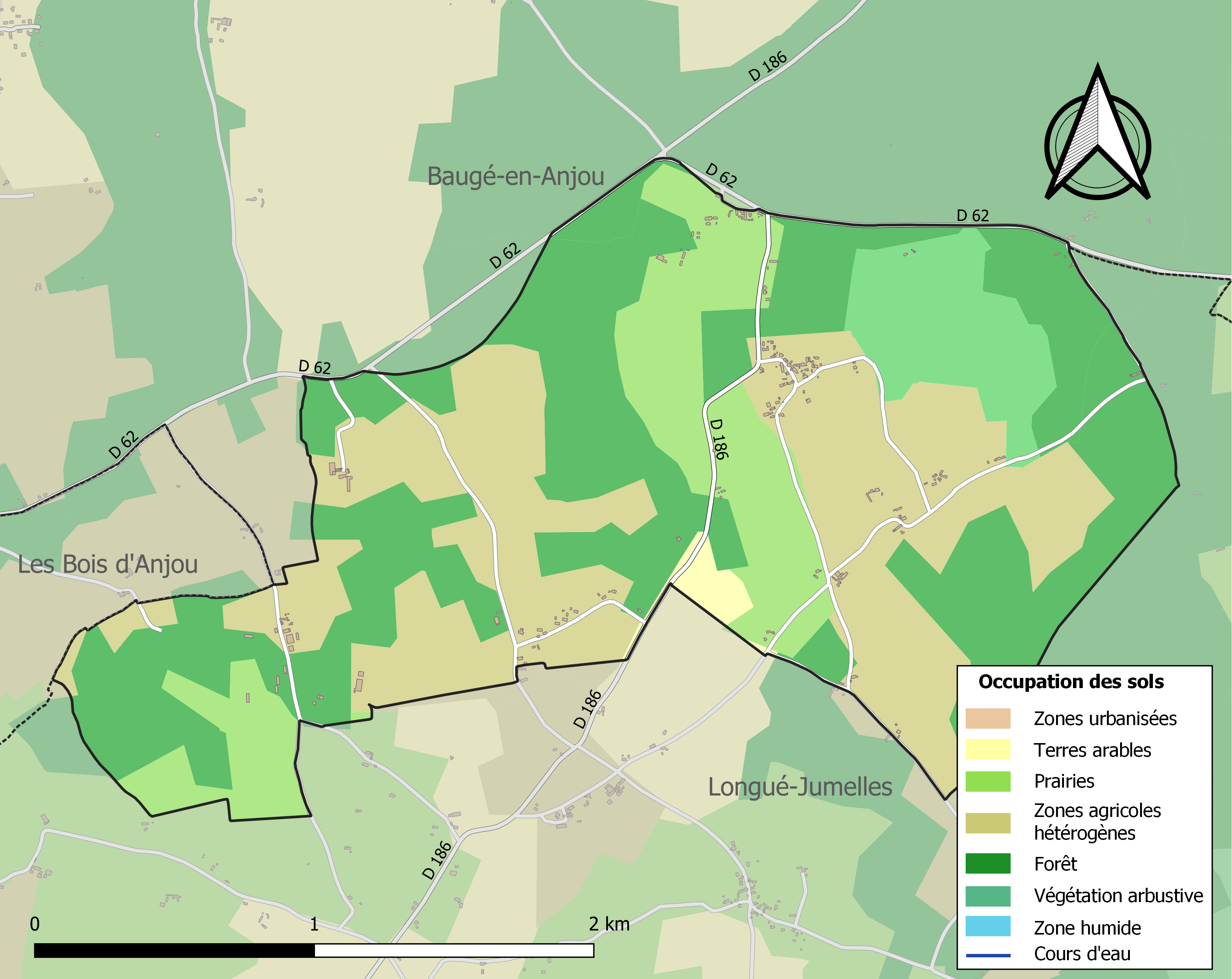
Carte des infrastructures et de l'occupation des sols de la commune en 2018 (CLC).

### Morphologie urbaine
Le village s'inscrit dans un territoire essentiellement rural, le bâti de la commune étant principalement réparti entre le village et le hameau de l'Aireau.

### Logement
En 2016 on trouve 66 logements sur la commune de La Lande-Chasles, dont 72.7 % sont des résidences principales, pour une moyenne sur le département de 89.9 %, et dont 89.6 % des ménages en sont propriétaires.

## Toponymie
Landa Karoli en 1326. Le français lande est issu du Gaulois *landa qui a d'abord signifié terrain de bois ou de broussailles sur lequel on ne peut rien cultiver.

## Histoire
Le peuplement du territoire est ancien comme l'atteste la présence de mégalithes et d'un tumulus. Les fondations d'une ville datent de l'époque gallo-romaine ; Les traces d'une villa gallo-romaine ont été retrouvées à proximité de la voie romaine Angers-Tours,.
Le château féodal, en partie démoli, est reconstruit au XIXe siècle,.

## Politique et administration

### Administration municipale
| Période                                  | Période                     | Identité                   | Étiquette | Qualité                                 |
| ---------------------------------------- | --------------------------- | -------------------------- | --------- | --------------------------------------- |
| 1790                                     |                             | Pierre Soyer               |           | Fermier                                 |
| 1806                                     |                             | Louis Jacques de L'Estoile |           |                                         |
| 1831                                     |                             | Jean Redcent               |           |                                         |
| 1862                                     |                             | René Roussiasse            |           |                                         |
| 1867                                     |                             | Gabriel Maucourt           |           |                                         |
| 1870                                     |                             | Louis Raymond de l'Estoile |           |                                         |
| 1878                                     |                             | Jean Royer                 |           |                                         |
| 1908                                     |                             | Jean Auguste Royer         |           |                                         |
| 1919                                     |                             | Henri Guitton              |           |                                         |
| 1929                                     |                             | Jean Roussiasse            |           |                                         |
| 1945                                     |                             | Louis Ruelle               |           |                                         |
| 1965                                     |                             | Joseph Jameron             |           |                                         |
| 1978                                     |                             | Firmin Roussiasse          |           |                                         |
| mars 1983                                | mars 2014                   | Bernard Jousset,           | SE        | Retraité de La Poste                    |
| mars 2014                                | En cours (au 26 avril 2024) | Jean-Christophe Rouxel,    | SE        | Webmestre et conducteur de car scolaire |
| Les données manquantes sont à compléter. |                             |                            |           |                                         |

### Tendances politiques et résultats
Le 2 novembre 2022, des habitants et élus de La Landes-Chasles visitent le palais de l'Élysée, pour les remercier de leur sens civique (95 % de votants à l'élection présidentielle de 2022).

### Intercommunalité
La commune est membre de la communauté d'agglomération Saumur Val de Loire.

### Autres circonscriptions
La commune fait partie du canton de Longué-Jumelles et de l'arrondissement de Saumur.
Jusqu'en 2014, le canton de Longué-Jumelles compte huit communes, dont La Lande-Chasles. Dans le cadre de la réforme territoriale, un nouveau découpage territorial pour le département de Maine-et-Loire est défini par le décret du 26 février 2014. La commune reste rattachée à ce même canton de Longué-Jumelles, avec une entrée en vigueur au renouvellement des assemblées départementales de 2015.

## Population et société

### Démographie

#### Évolution démographique
L'évolution du nombre d'habitants est connue à travers les recensements de la population effectués dans la commune depuis 1793. Pour les communes de moins de 10 000 habitants, une enquête de recensement portant sur toute la population est réalisée tous les cinq ans, les populations de référence des années intermédiaires étant quant à elles estimées par interpolation ou extrapolation. Pour la commune, le premier recensement exhaustif entrant dans le cadre du nouveau dispositif a été réalisé en 2006.

En 2022, la commune comptait 119 habitants, en évolution de −2,46 % par rapport à 2016 (Maine-et-Loire : +2,12 %, France hors Mayotte : +2,11 %).
| 1793 | 1800 | 1806 | 1821 | 1831 | 1836 | 1841 | 1846 | 1851 |
| ---- | ---- | ---- | ---- | ---- | ---- | ---- | ---- | ---- |
| 257  | 232  | 245  | 265  | 270  | 279  | 284  | 293  | 278  |

| 1856 | 1861 | 1866 | 1872 | 1876 | 1881 | 1886 | 1891 | 1896 |
| ---- | ---- | ---- | ---- | ---- | ---- | ---- | ---- | ---- |
| 309  | 324  | 304  | 307  | 261  | 245  | 255  | 224  | 225  |

| 1901 | 1906 | 1911 | 1921 | 1926 | 1931 | 1936 | 1946 | 1954 |
| ---- | ---- | ---- | ---- | ---- | ---- | ---- | ---- | ---- |
| 189  | 202  | 206  | 188  | 178  | 156  | 162  | 162  | 164  |

| 1962 | 1968 | 1975 | 1982 | 1990 | 1999 | 2006 | 2011 | 2016 |
| ---- | ---- | ---- | ---- | ---- | ---- | ---- | ---- | ---- |
| 154  | 150  | 115  | 97   | 104  | 86   | 99   | 108  | 122  |

| 2021 | 2022 | - | - | - | - | - | - | - |
| ---- | ---- | - | - | - | - | - | - | - |
| 120  | 119  | - | - | - | - | - | - | - |

#### Pyramide des âges
La population de la commune est relativement jeune.
En 2018, le taux de personnes d'un âge inférieur à 30 ans s'élève à 31,2 %, soit en dessous de la moyenne départementale (37,2 %). À l'inverse, le taux de personnes d'âge supérieur à 60 ans est de 27,9 % la même année, alors qu'il est de 25,6 % au niveau départemental.
En 2018, la commune comptait 62 hommes pour 62 femmes, soit un taux de 50 % de femmes, légèrement inférieur au taux départemental (51,37 %).
Les pyramides des âges de la commune et du département s'établissent comme suit.
| Hommes | Classe d’âge | Femmes |
| ------ | ------------ | ------ |
| 0,0    | 90 ou +      | 0,0    |
| 8,2    | 75-89 ans    | 8,2    |
| 16,4   | 60-74 ans    | 23,0   |
| 24,6   | 45-59 ans    | 16,4   |
| 21,3   | 30-44 ans    | 19,7   |
| 16,4   | 15-29 ans    | 6,6    |
| 13,1   | 0-14 ans     | 26,2   |

| Hommes | Classe d’âge | Femmes |
| ------ | ------------ | ------ |
| 0,9    | 90 ou +      | 2,1    |
| 7      | 75-89 ans    | 9,5    |
| 16,2   | 60-74 ans    | 16,9   |
| 19,4   | 45-59 ans    | 18,7   |
| 18,2   | 30-44 ans    | 17,5   |
| 18,8   | 15-29 ans    | 17,6   |
| 19,5   | 0-14 ans     | 17,6   |

### Vie locale
Deux vide-greniers (en mai et en août) et une fête communale (le samedi suivant le 14 juillet).
La Lande-Chasles obtient en 2016, le label Village étoilé avec 4* via l'Association nationale pour la protection du ciel et de l'environnement nocturnes (ANPCEN). En février 2018, à la suite de sa présence active sur les réseaux sociaux, elle obtient le label Village Internet avec 3@ ; seul village labellisé dans cette catégorie dans le département cette année là. Le 29 septembre 2021, la commune remporte le prix spécial du jury de l'Observatoire socialmedia des territoires, de ce concours ouvert uniquement aux collectivités territoriales.
Le 16 juillet 2021, la Patrouille de France, venue pour le Carrousel de Saumur, survole le village avec les fumigènes tricolores, clin d’œil à l'amicale des anciens marins du TCD Orage (porte-hélicoptères n'existant plus depuis 2018) dont le siège social est sur la commune. L'amicale des anciens marins du bâtiment a mis à disposition de la commune, devant la mairie en 2020, une ancre de marine d'1 tonne 845 ; symbole de la présence de l'amicale,.
La commune obtient le 14 décembre 2022 la Marianne d'Or du développement durable, grâce à sa centrale photovoltaïque inaugurée en début d'année.
Fin décembre 2023, La Lande-Chasles est double championne de France sur Instagram, commune la plus performante et la plus active, selon les statistiques diffusées par l'observatoire de la #compublique numérique.

## Économie
Sur 15 établissements présents sur la commune à fin 2010, 47 % relèvent du secteur de l'agriculture (pour une moyenne de 17 % sur le département), 7 % du secteur de l'industrie, 7 % du secteur de la construction, 27 % de celui du commerce et des services et 13 % du secteur de l'administration et de la santé. Cinq ans plus tard, en 2015, sur les 14 établissements présents, 50 % relèvent du secteur de l'agriculture (pour une moyenne de 11 % sur le département), aucun du secteur de l'industrie, 7 % de celui de la construction, 36 % du secteur du commerce et des services et 7 % de celui de l'administration et de la santé.

## Culture locale et patrimoine

### Lieux et monuments
- L'église Saint-Jean, des XIIe, XVIIe et XIXe siècles, inscrite aux Monuments historiques[44]. En janvier 2023, le tableau restauré de L'Adoration des mages, donné à la commune et estimé du XVIIe, est fixé dans l'église de La Lande-Chasles[45].
- Le château, des XVe au XIXe siècles[46].
- Le musée de l'amicale des anciens marins du TCD Orage.

### Héraldique
| Blason de La Lande-Chasles | Blason  | Coupé crénelé de trois pièces et deux demis, au premier de sinople à une pomme de pin d'or, accompagnée de deux pins aussi d'or fûtés de sable mouvant de la partition, au second d'or à un écureuil de gueules. |
| Blason de La Lande-Chasles | Détails | De sinople et d'or. Représentation d'un écureuil roux et d'une pomme de pin. Création adoptée le 5 août 2016. |

#### Concours
Le 25 mai 2020, le blason de La Lande-Chasles est élu plus beau blason communal de France à la suite d'un concours organisé sur le réseau social Twitter, avec 152 villes concurrentes. L'évènement suscite la participation d'internautes et d'élus angevins, notamment Christophe Béchu, maire d'Angers, mais aussi de médias locaux angevins et des clubs sportifs Angers SCO et Étoile Angers Basket. L'information est signalée au journal télévisé de 13 heures de TF1 le 28 mai 2020.
Au début de l'année 2023, la commune lance un défi sur les réseaux sociaux pour recevoir le plus de photos possible du monde entier comportant le blason communal afin de figurer dans le livre Guinness des records. L'opération est mentionnée dans le journal télévisé de 13h de TF1 du 24 avril. 3 200 photos du monde entier sont reçues en moins d'un an. La commune bénéficie ensuite d'un reportage sur le sujet au JT de 13h de France 2 le 14 décembre 2023, ainsi qu'au JT 13h de TF1 le 6 janvier 2024. Le 21 mai, le blason est photographié au sommet de l'Everest par Delphine Chaigneau, 15e alpiniste française ayant réussi cette ascension.